# Andrzej Niewiński
Andrzej Niewiński – polski historyk, mediewista, nauczyciel akademicki, doktor habilitowany nauk humanistycznych. 

## Życiorys
Absolwent historii Katolickiego Uniwersytetu Lubelskiego, doktorat w 2003 (Przestrzeń kościelna w topografii średniowiecznego Krakowa) i habilitacja tamże. Pracownik Katedry Historii Średniowiecznej w Instytucie Historii Katolickiego Uniwersytetu Lubelskiego Jana Pawła II. Zainteresowania naukowe: historia wojskowości średniowiecznej, geneza i rozwój miast średniowiecznych

## Wybrane publikacje
- Przestrzeń kościelna w topografii średniowiecznego Krakowa: próba syntezy, Lublin: Towarzystwo Naukowe Katolickiego Uniwersytetu Lubelskiego 2004.
- Człowiek i wojna: z dziejów wojskowości polskiej i powszechnej, pod red. Andrzeja Niewińskiego, Oświęcim: Wydawnictwo Napoleon V 2013.
- W pancerzu przez wieki: z dziejów wojskowości polskiej i powszechnej, pod red. Marcina Baranowskiego, Andrzeja Gładysza, Andrzeja Niewińskiego, Oświęcim: Wydawnictwo Napoleon V 2014.
- Jeniectwo wojenne w późnym średniowieczu: studia nad problematyką zjawiska w Polsce w kontekście zachodnioeuropejskim, Lublin: Wydawnictwo Episteme 2015.
- "Mieczem i szczytem". Broń na polu walki: z dziejów wojskowości polskiej i powszechnej, pod red. Andrzeja Niewińskiego, Oświęcim: Wydawnictwo Napoleon V 2016.
- Przysięga wojskowa. Idea i praktyka: z dziejów wojskowości polskiej i powszechnej, pod red. Andrzeja Niewińskiego, Oświęcim: Wydawnictwo Napoleon V 2016.
- Kapitulacje w dziejach wojen: z dziejów wojskowości polskiej i powszechnej, pod red. Andrzeja Niewińskiego, Oświęcim: Wydawnictwo Napoleon V 2017.
- War in History. The History of Polish and General Military Science, ed. Andrzej Niewiński, Lublin: Wydawnictwo Episteme 2017.
- Alkohol w wojsku i na wojnie. Z dziejów wojskowości polskiej i powszechnej, pod red. Andrzeja Niewińskiego, Oświęcim: Wydawnictwo Napoleon V 2018.
- Przekaz informacji o wojnie i na wojnie. Z dziejów wojskowości polskiej i powszechnej, pod red. Andrzeja Niewińskiego, Oświęcim: Wydawnictwo Napoleon V 2019.